# Hrabstwo Pickens (Georgia)
Hrabstwo Pickens (ang. Pickens County) – hrabstwo w stanie Georgia w Stanach Zjednoczonych. Jego siedzibą administracyjną jest miasto Jasper. Razem z hrabstwem Dawson tworzy najbardziej wysuniętą na północ część obszaru metropolitalnego Atlanty.
Powstało w 1853 roku. Jego nazwa powstała od nazwiska Andrew Pickens (1739–1817), bohatera rewolucji amerykańskiej, członka Izby Reprezentantów Stanów Zjednoczonych.

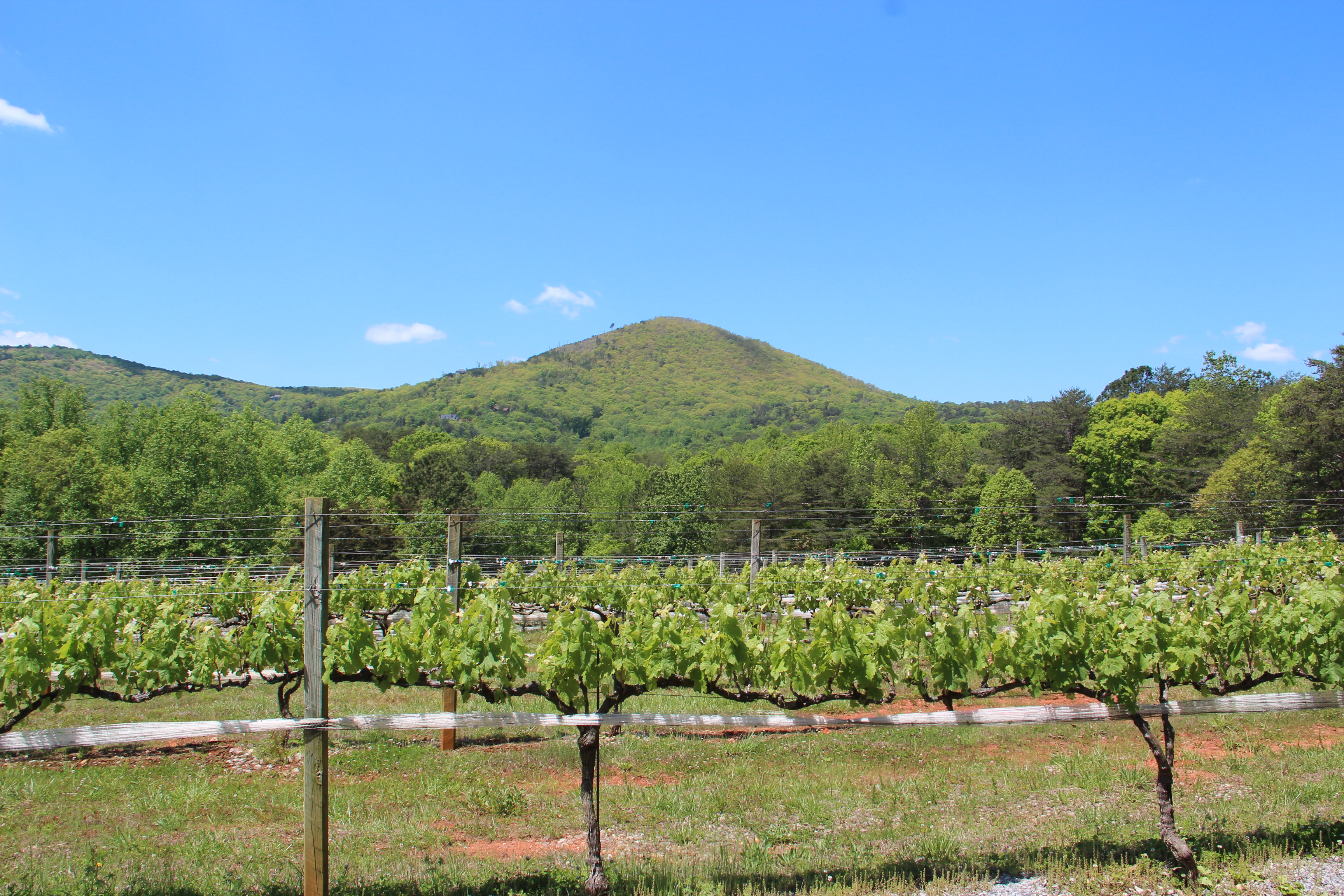
Panorama na górę Sharp.

## Geografia
Według spisu z 2000 obszar całkowity hrabstwa obejmuje powierzchnię 603 km², z czego 601 km² stanowią lądy, a 2 km² stanowią wody. 

### Sąsiednie hrabstwa
- Hrabstwo Gilmer – północ
- Hrabstwo Dawson – wschód
- Hrabstwo Cherokee – południe
- Hrabstwo Bartow – południowy zachód
- Hrabstwo Gordon – zachód

### Miejscowości

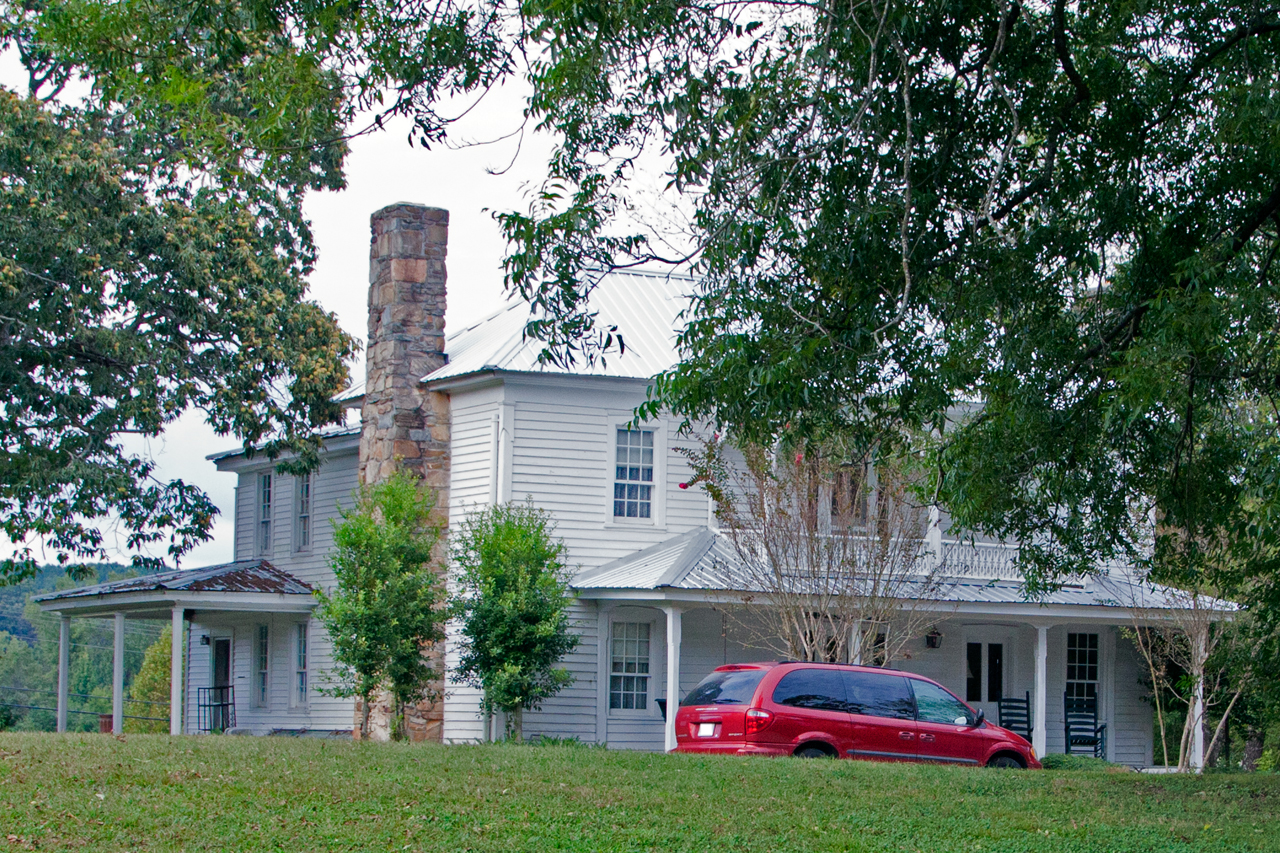
Historyczny domek w Jasper.

- Jasper
- Talking Rock
- Nelson

## Demografia
Według spisu w 2020 roku liczy 33,2 tys. mieszkańców, co oznacza wzrost o 12,9% w stosunku do poprzedniego spisu z roku 2010. 93% stanowią białe społeczności nielatynoskie, 3,4% to Latynosi, 1,6% było rasy mieszanej, 1,4% to Afroamerykanie, 0,7% deklaruje pochodzenie azjatyckie i 0,4% to rdzenna ludność Ameryki. 

## Religia
W 2020 roku członkostwo w Kościele katolickim deklaruje 12,9% mieszkańców hrabstwa.

## Polityka
Hrabstwo jest bardzo silnie republikańskie, gdzie w wyborach prezydenckich w 2020 roku, 82,2% głosów otrzymał Donald Trump i 16,4% przypadło dla Joe Bidena.